# 富山市立富山まちなか病院
富山市立富山まちなか病院（とやましりつとやままちなかびょういん）は、富山県富山市にある市立病院である。後方連携病院。

## 概要
2019年4月1日に、旧富山逓信病院（1964年7月1日開院）の事業を日本郵政から富山市へと引き継ぎ、「富山市立富山まちなか病院」と改称した。
建物は旧富山逓信病院のものをそのまま使用しており、2023年7月時点で鉄骨鉄筋コンクリート造地下1階地上4階建て、延床面積3,833m2（開院時は2,800m2）である。
診療科は内科、外科、整形外科、婦人科、眼科で、病床数は50床である。
2023年7月の時点で建物が築59年と老朽化が進んでいることから、建て替えを視野に将来像を論議し、2024年2月に富山市に意見書を提出する予定。